# 615
615(육백십오)는 614보다 크고 616보다 작은 자연수다.

## 수학
- 합성수로, 그 약수는 1, 3, 5, 15, 41, 123, 205, 615다. 진약수의 합은 393이므로, 615는 부족수다.
- 77번째 쐐기수다. 앞의 쐐기수는 610, 다음 쐐기수는 618이다.
  - 21번째 홀수 쐐기수다. 앞의 홀수 쐐기수는 609, 다음은 627이다.
- {\displaystyle 615=9^{2}+10^{2}+11^{2}+12^{2}+13^{2}}
  - 연속하는 자연수 5개의 제곱합으로 나타낼 수 있으며, 이 성질을 지닌 앞의 수는 510, 다음 수는 730이다.
- {\displaystyle 2^{20}-1}은 615로 나누어떨어진다.

## 과학·기술
- NGC 615(영어판): 고래자리 방향에 있는 나선은하.
- 615 로스비타(영어판): 소행성.
- 코스모스 615호(영어판): 소련의 인공위성.
- 피아트 615(영어판): 피아트의 경형 트럭.

## 교통

### 항공
- 유나이티드 항공 615편 추락 사고(영어판) (1951)
- 루프트한자 항공 615편 공중 납치 사건(영어판) (1972)

### 철도
- 서울 지하철 6호선 구산역의 역번호.

### 도로
- 615번 지방도: 충청남도 당진시 합덕읍에서 석문면까지 이어지는 대한민국의 지방도.
- 현도 제615호선

## 군사
- U-615(영어판, 독일어판): 제2차 세계 대전에 사용된 나치 독일의 군용 잠수함.

## 문화유산
- 대한민국의 보물 제615호: 강화 장정리 석조여래입상

## 기타
- 날짜: 6월 15일
  - 6·15 남북 공동선언 (2000)
- 연도: 615년, 기원전 615년